# Oriolus bouroensis
Oriolus bouroensis é uma espécie de ave da família Oriolidae.
É endémica da Indonésia.
Os seus habitats naturais são: florestas subtropicais ou tropicais húmidas de baixa altitude, florestas de mangal tropicais ou subtropicais e regiões subtropicais ou tropicais húmidas de alta altitude.